# Niklas Gustavsson
Pour les articles homonymes, voir Gustavsson.
Niklas Gustavsson (né le 28 janvier 1989 à Varberg) est un coureur cycliste suédois.

## Palmarès sur route

### Par année
- 2007
  -  Champion de Suède du contre-la-montre juniors
- 2008
  - U6 Cycle Tour
- 2012
  - Redditch Criterium
- 2013
  - 3e du Beaumont Trophy
- 2016
  - 2e du championnat de Suède sur route
- 2018
  - 2e de l'Östgötaloppet

### Classements mondiaux
| Année           | 2013 | 2014 | 2015   | 2016 |
| --------------- | ---- | ---- | ------ | ---- |
| UCI Europe Tour | 869e |      | 1 154e | 981e |

## Palmarès en VTT

### Championnats de Suède
- 2007
  -  Champion de Suède du relais par équipes (avec Christoffer Grimbäck et Alexander Wetterhall)